# Tremolo (EP)
Tremolo ist eine EP von My Bloody Valentine. Sie wurde im Februar 1991 von Creation Records veröffentlicht. Der Titel bezieht sich auf den starken Gebrauch von Gitarren-Tremolo- und Vibrato-Effekten, um den unscharfen, traumähnlichen Klang der Band zu kreieren. Kevin Shields’ Spielweise, die Akkorde zu „schrammeln“, um gleichzeitig das Tremolo/Whammy-Pedal seiner Gitarre zu bedienen, wurde „glide guitar“ genannt.

## Stil
Der Titeltrack, To Here Knows When, hat eine längere und ätherischere Coda und ist eher ein eigener Song als die Version, die man auf dem Loveless-Album findet. Swallow besitzt ebenfalls eine instrumentale Coda; Honey Power hat eine wortlose, aus „ooh“ und „aah“-Gesang bestehende Coda. Alle drei Endstücke der Lieder beinhalten rückwärts gespielte Gitarrenloops und starken Hall. Im November 1991 kommentierte Kevin Shields:

„Tremolo had seven tracks on it, but you're not allowed to do that, so we called it four tracks and didn't name three of them. People just thought they were weird bits!“

„Tremolo hat sieben Tracks drauf, aber das darfst du nicht machen, also sagten wir, es sind vier Titel und haben drei von ihnen einfach keinen Namen gegeben. Die Leute dachten bloß, dass das so komische Ambientfetzen sind.“

Das Coverfoto, ein weichgezeichnetes Frauengesicht, wurde auch eines der beliebtesten Motive für My Bloody Valentine-Fan-T-Shirts.
Für die Titel Swallow und To Here Knows When wurden von Angus Cameron Musikvideos gedreht.

## Rezeption
Der professionelle Musikkritiker Robert Christgau verlieh der EP die Note A- (also 1-).
Bei allmusic erhielt das Album 4,5/5 Punkte und so schrieb Nitsuh Abebe:

„Die Titel erscheinen als fehlende Teile des kompletten Loveless-Erlebnisses. Und dass die Band nach ihrer wahnsinnig langen Funkstille so ein Meisterwerk von Album nachlegte! Alles andere, was Fans in ihre Finger kriegen können, rechtfertigt wohl den etwas hohen Preis dieser EP.“

## Titelliste
Alle Lieder – sofern nicht anders vermerkt – von Kevin Shields.

### 7"-Version
1. „To Here Knows When“ (mit instrumentalem Coda) – 5:46 (Shields/Butcher)
2. „Swallow“ (mit instrumentalem Coda) – 4:52

### 12"-Version
1. „To Here Knows When“ (mit instrumentalem Coda) – 5:46 (Shields/Butcher)
2. „Swallow“ (mit instrumentalem Coda) – 4:52
3. „Honey Power“ (mit Coda) – 4:35 (Shields/Butcher)
4. „Moon Song“ – 3:23

Auch als CD veröffentlicht.